# 예세니체

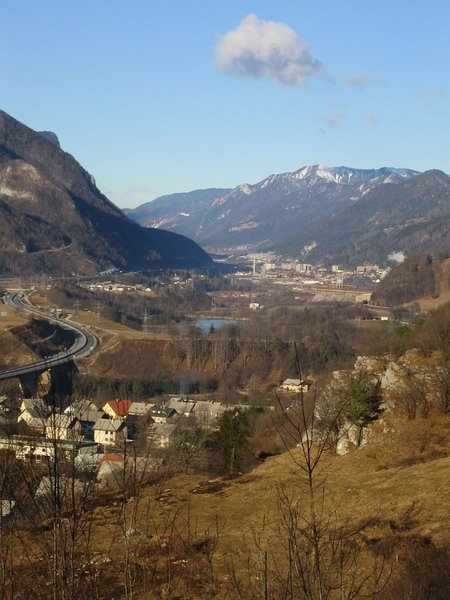
예세니체

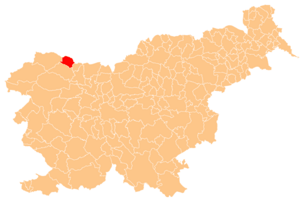
예세니체의 위치

예세니체(슬로베니아어: Jesenice, 독일어: Aßling 아슬링[*])는 슬로베니아의 도시로 면적은 75.8km2, 인구는 21,620명(2002년 기준), 인구 밀도는 285.2명/km2이다.